# Schefflera angulata
Schefflera angulata är en araliaväxtart som först beskrevs av Pav., och fick sitt nu gällande namn av Hermann August Theodor Harms. Schefflera angulata ingår i släktet Schefflera och familjen araliaväxter. Inga underarter finns listade.